# Nguyễn Phúc Bửu Trưng
Nguyễn Phúc Bửu Trưng (chữ Hán: 阮福寶徵; 1893 – 1947) là quan chức nhà Nguyễn, xuất thân vương tộc Gia Hưng, dòng chính thống thứ ba của tôn thất triều Nguyễn.

## Tiểu sử
Nguyễn Phúc Bửu Trưng sinh ngày 24 tháng 4 năm 1893 tại Huế, Trung Kỳ, Liên bang Đông Dương.:96 Ông là cháu nội của Gia Hưng vương Nguyễn Phúc Hồng Hưu và là con của Gia Hưng quận công Nguyễn Phúc Ưng Huy.:96
Năm 1912, ông trở thành công chức, từng làm thư ký ở Sông Cầu.:96 Từ tháng 10 năm 1919 đến tháng 6 năm 1922, ông theo học tại Trường Cao đẳng Luật và Pháp chính Đông Dương.:96-97
Năm 1936, ông nhậm chức Án sát sứ Bình Định.:97 Đầu năm 1939, chuyển sang làm Tuần phủ Quảng Bình.:97
Năm 1947, ông bị Việt Minh sát hại.

## Vinh danh
- Đại Nam Long tinh quân quan huân vị[5]:97

## Gia đình
Bửu Trưng có mười hai người con, trưởng nam cũng bị Việt Minh thủ tiêu:
- Nguyễn Phúc Vĩnh Thọ (1915 – 2009): Thứ nam, nhà ngoại giao Việt Nam Cộng hòa, nguyên Đại sứ Việt Nam Cộng hòa tại Nhật Bản.[7]
- Nguyễn Phúc Vĩnh Lộc (1923 – 2009): Trung tướng Quân lực Việt Nam Cộng hòa.
- Nguyễn Phúc Vĩnh Biểu (1929 – 2001): Đại tá Quân lực Việt Nam Cộng hòa.[8]